# Mapillary
Mapillary ist ein Dienst zum Verteilen georeferenzierter Fotos. Es wird von Mapillary AB mit Sitz in Stockholm, Schweden, entwickelt. Ziel ist es, mit Hilfe von Crowdsourcing zunächst vorrangig Straßen und Wege aber daneben auch die ganze Welt auf Fotos zu erfassen. Diese Bilder sollen gemeinfrei genutzt werden und so über das Internet kostenfrei zur Verfügung stehen.
Im Juni 2020 wurde Mapillary vom Facebook-Besitzer Meta Platforms übernommen.

## Gründung und Entwicklung
Das Projekt startete im September 2013. Im November 2013 erschien eine iPhone-App und im Januar 2014 eine Android-App.
Mapillary erhielt von einer Investorengruppe, welche seit Januar 2015 von Sequoia Capital geführt wird, ein Startkapital von 1,5 Millionen Dollar.
Die Zahl der hochgeladenen Fotos stieg bislang kontinuierlich:
| Zeitpunkt      | Anzahl Bilder   |
| -------------- | --------------- |
| April 2014     | 200.000         |
| Mai 2014       | 500.000         |
| Juni 2014      | 1 Million       |
| August 2014    | 3 Millionen     |
| November 2014  | 5 Millionen     |
| März 2015      | 10 Millionen    |
| Mai 2015       | 17 Millionen    |
| August 2015    | 30 Millionen    |
| November 2016  | 100 Millionen   |
| Januar 2019    | 440 Millionen   |
| September 2019 | 730 Millionen   |
| April 2020     | 1.147 Millionen |
| Juli 2021      | 1.589 Millionen |

## Funktionen

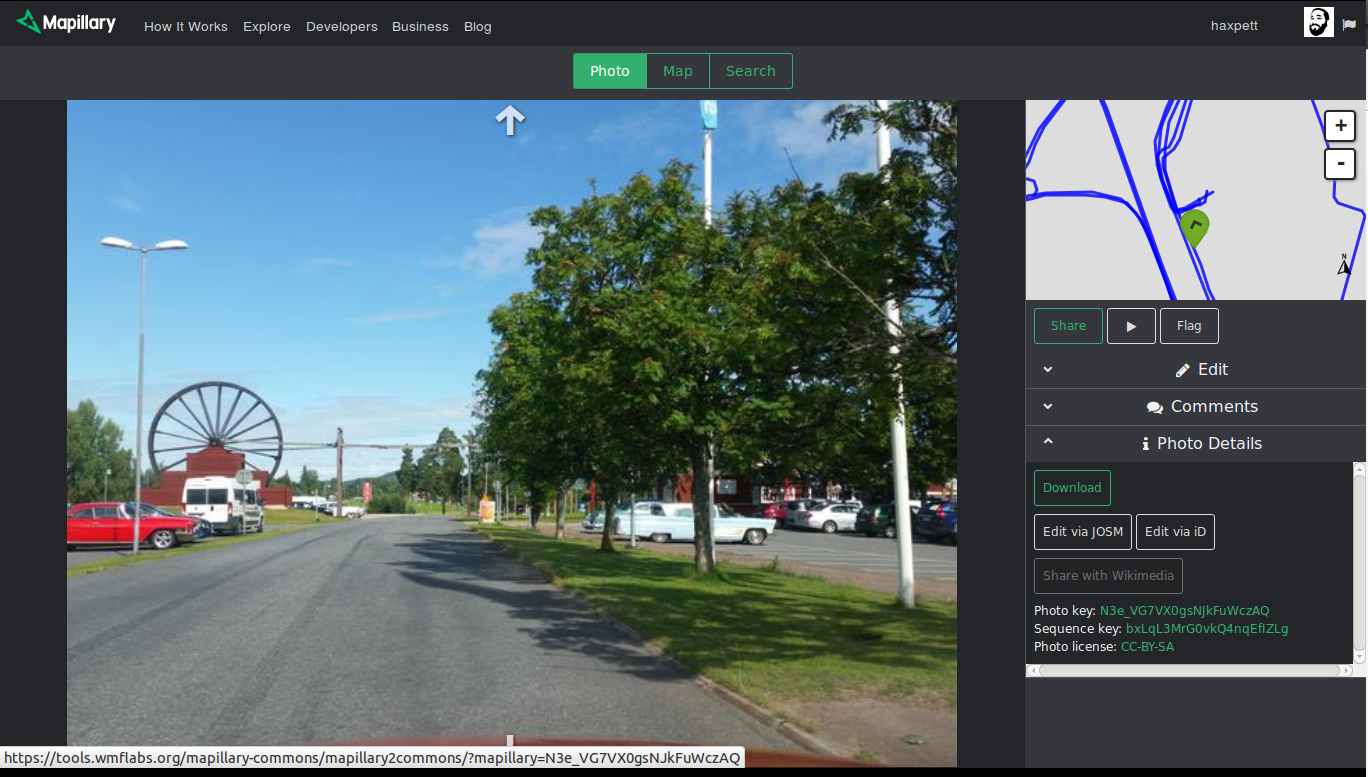
User Interface von Mapillary

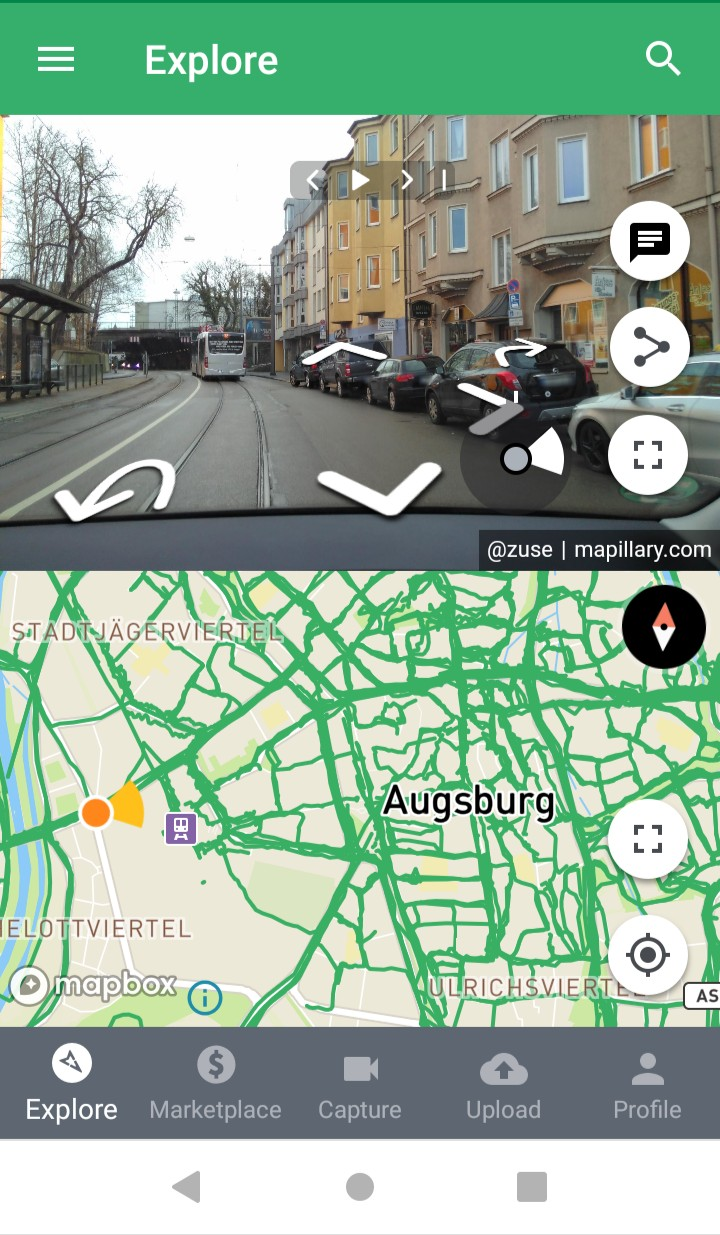
Mapillary-Oberfläche auf Android

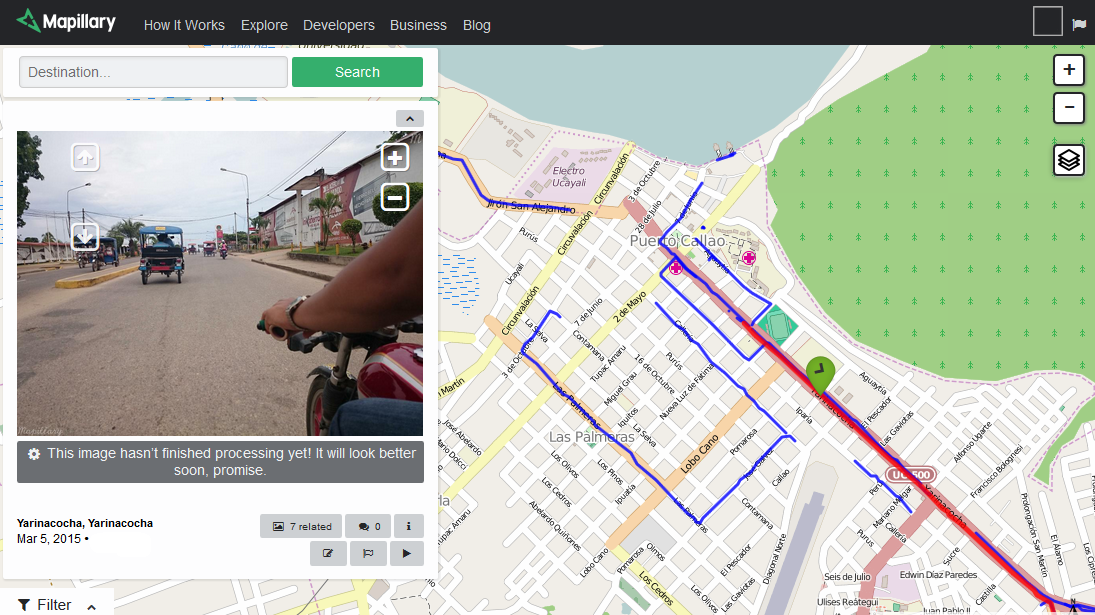
Tracks auf OSM-Karte

Mit Hilfe eines Smartphones können registrierte Nutzer Bilder erstellen, die anschließend automatisch auf den Server geladen werden. Die Mapillary-App bietet hierzu unterschiedliche Aufnahmefunktionen an: Gehen, Fahren (entweder per Fahrrad oder Pkw) und Panorama. Die Panorama-Funktion wurde im September 2014 implementiert.
Die hochgeladenen Bilder werden in Form einer Linie auf einer Straßenkarte dargestellt. Nachdem eine Linie ausgewählt wurde, können diese Bilder durch Vor- und Zurückspielen angesehen werden. Gesichter sowie Autokennzeichen wurden zuvor automatisch unkenntlich gemacht. Registrierte Nutzer können darüber hinaus weitere Objekte nachträglich unkenntlich machen. Seit Anfang 2015 werden Verkehrszeichen automatisch erkannt. Zur Verbesserung des Erkennungs-Algorithmus wurde die Gemeinschaft aufgerufen, mit Hilfe eines Spiels die erkannten Verkehrszeichen visuell zu überprüfen. Mit Hilfe einer Filterfunktion lassen sich Aufnahmen, die zu verschiedenen Zeitpunkten erstellt wurden, auf einen bestimmten Zeitraum eingrenzen. Auf diese Weise ist es möglich, die Entwicklung eines Gebietes zu verfolgen. Langfristig ist eine 3D-Funktion geplant, bei der benachbarte Aufnahmen verschnitten werden und so eine räumliche Visualisierung ermöglicht wird.

## Lizenz
Die Bilder auf Mapillary können unter der internationalen Creative-Commons-Attribution-ShareAlike-4.0-Lizenz (CC-BY-SA) genutzt werden. Die Entwickler haben explizit die Nutzung der Bilder zur Verbesserung der Daten in OpenStreetMap und Wikimedia Commons erlaubt. Die GPX-Spuren können ohne Einschränkungen genutzt werden. Aus Mapillary abgeleitete Daten müssen unter der ODbL-Lizenz veröffentlicht werden.
Die Lizenz wurde am 29. April 2014 von CC-BY-NC zu CC-BY-SA geändert.
Mapillary möchte durch Verkauf von bestimmten Nutzerdaten Einnahmen generieren.